# サウジアラビア王室警備隊
サウジアラビア王室警備隊（アラビア語: الحرس الملكي السعودي Al-Ḥars al-Malakī as-Suʿūdī アル＝ハルス・アル＝マラキー・アッ＝スウーディー、英語: Saudi Royal Guard Regiment）は、サウジアラビアの軍隊。

## 概要
王室警備隊は当初独立した組織であったが、1964年に軍隊の一部隊へ組み込まれた。主としてサウード家に仕え、常にサウジアラビア国王を護衛することを任務とする。
国王直属部隊であるため、セキュリティ面の都合上他の軍とは異なった回線を用いて通信を行っている。
王室警備隊は通常の制服に、白いトーブや白いクーフィーヤなど中東の民族衣装を着用することもあるが、緑色のベレー帽を着用することもある。

## 戦力
サウジアラビア王室警備隊はリヤド付近に本部を置く軽歩兵大隊4隊から成る。